# Альберг, Флемминг
Флемминг Альберг (дат. Flemming Ahlberg; род. 23 декабря 1946, Йегерсборг, Копенгаген) — датский футболист, защитник.

## Клубная карьера
Альберг пришёл во «Фрем» весной 1967 года. Он был рекордсменом клуба по количеству игр в первой команде.
В 1976 году Альберг стал футболистом года в Дании, а затем выиграл Кубок Дании с «Фрем» в 1978 году, где он также забил гол в решающей серии пенальти.
Альберг получил серьёзную травму осенью 1979 года, и «Фрем»" не смог найти денег на продление контракта. Он перешёл в Б-1903, за ветеранскую команду которого играет до сих пор.
Профессиональную карьеру футболиста завершил в 1986 году.

## Карьера в сборной
Альберг присоединился к молодежной сборной Дании в 1968 году и за два года сыграл девять международных матчей среди юношей до 21 года, а последние пять был капитаном команды.
Альберг присоединился к национальной сборной Дании незадолго до Олимпийских игр в Мюнхене в 1972 году.
Он провёл 33 матча за сборную Дании по футболу, не забив ни одного гола.

## Статистика

### Матчи Альберга за сборную Дании
| Матчи Альберга за сборную Дании | Матчи Альберга за сборную Дании | Матчи Альберга за сборную Дании | Матчи Альберга за сборную Дании | Матчи Альберга за сборную Дании | Матчи Альберга за сборную Дании     |
| ------------------------------- | ------------------------------- | ------------------------------- | ------------------------------- | ------------------------------- | ----------------------------------- |
| №                               | Дата                            | Соперник                        | Счёт                            | Голы Альберга                   | Соревнование                        |
| 1                               | 18 апреля 1972                  | ФРГ                             | 0:1                             | —                               | Товарищеский матч                   |
| 2                               | 21 мая 1972                     | Румыния                         | 3:2                             | —                               | Олимпийские игры 1972 (отбор)       |
| 3                               | 29 июня 1972                    | Швеция                          | 0:2                             | —                               | Чемпионат Северной Европы 1972—1977 |
| 4                               | 3 июля 1972                     | Исландия                        | 5:2                             | —                               | Товарищеский матч                   |
| 5                               | 16 августа 1972                 | Мексика                         | 3:0                             | —                               | Товарищеский матч                   |
| 6                               | 27 августа 1972                 | Бразилия                        | 3:2                             | —                               | Олимпийские игры 1972               |
| 7                               | 29 августа 1972                 | Иран                            | 4:0                             | —                               | Олимпийские игры 1972               |
| 8                               | 31 августа 1972                 | Венгрия                         | 0:2                             | —                               | Олимпийские игры 1972               |
| 9                               | 3 сентября 1972                 | Польша                          | 1:1                             | —                               | Олимпийские игры 1972               |
| 10                              | 5 сентября 1972                 | Марокко                         | 3:1                             | —                               | Олимпийские игры 1972               |
| 11                              | 8 сентября 1972                 | СССР                            | 0:4                             | —                               | Олимпийские игры 1972               |
| 12                              | 4 октября 1972                  | Швейцария                       | 1:1                             | —                               | Товарищеский матч                   |
| 13                              | 18 октября 1972                 | Шотландия                       | 1:4                             | —                               | Чемпионат мира 1974 (отбор)         |
| 14                              | 15 ноября 1972                  | Шотландия                       | 0:2                             | —                               | Чемпионат мира 1974 (отбор)         |
| 15                              | 26 апреля 1973                  | Швеция                          | 1:2                             | —                               | Товарищеский матч                   |
| 16                              | 2 мая 1973                      | Чехословакия                    | 1:1                             | —                               | Чемпионат мира 1974 (отбор)         |
| 17                              | 6 июня 1973                     | Чехословакия                    | 0:6                             | —                               | Чемпионат мира 1974 (отбор)         |
| 18                              | 21 июня 1973                    | Норвегия                        | 1:0                             | —                               | Чемпионат Северной Европы 1972—1977 |
| 19                              | 6 марта 1974                    | Того                            | 2:0                             | —                               | Товарищеский матч                   |
| 20                              | 10 марта 1974                   | Дагомея                         | 0:2                             | —                               | Товарищеский матч                   |
| 21                              | 24 июня 1976                    | Норвегия                        | 0:0                             | —                               | Чемпионат Северной Европы 1972—1977 |
| 22                              | 25 августа 1976                 | Норвегия                        | 3:0                             | —                               | Чемпионат Северной Европы 1972—1977 |
| 23                              | 1 сентября 1976                 | Франция                         | 1:1                             | —                               | Товарищеский матч                   |
| 24                              | 22 сентября 1976                | Италия                          | 0:1                             | —                               | Товарищеский матч                   |
| 25                              | 27 октября 1976                 | Кипр                            | 5:0                             | —                               | Чемпионат мира 1978 (отбор)         |
| 26                              | 17 ноября 1976                  | Португалия                      | 0:1                             | —                               | Чемпионат мира 1978 (отбор)         |
| 27                              | 30 января 1977                  | Гамбия                          | 4:1                             | —                               | Товарищеский матч                   |
| 28                              | 2 февраля 1977                  | Сенегал                         | 3:2                             | —                               | Товарищеский матч                   |
| 29                              | 13 апреля 1977                  | Болгария                        | 1:3                             | —                               | Товарищеский матч                   |
| 30                              | 1 мая 1977                      | Польша                          | 1:2                             | —                               | Чемпионат мира 1978 (отбор)         |
| 31                              | 22 июня 1977                    | Финляндия                       | 2:1                             | —                               | Чемпионат Северной Европы 1972—1977 |
| 32                              | 21 сентября 1977                | Польша                          | 1:4                             | —                               | Чемпионат мира 1978 (отбор)         |
| 33                              | 8 февраля 1978                  | Израиль                         | 0:2                             | —                               | Товарищеский матч                   |

Итого: 33 матча / 0 голов; 13 побед, 5 ничьих, 15 поражений.